# Староарзаматовский сельсовет
Староарзаматовский сельсовет — муниципальное образование в Мишкинском районе Башкортостана.
Административный центр — деревня Малонакаряково.

## История
Согласно Закону о границах, статусе и административных центрах муниципальных образований в Республике Башкортостан имеет статус сельского поселения.
В 2005 году сменился административный центр поселения, согласно Закону «О внесении изменений в административно-территориальное устройство Республики Башкортостан в связи с образованием, объединением, упразднением и изменением статуса населенных пунктов, переносом административных центров» от 20 июля 2005 года, N 211-з гласил: 

ст.1
10. Перенести административные центры следующих сельсоветов:
3) Староарзаматовского сельсовета Мишкинского района из деревни Староарзаматово в деревню Малона-каряково;

## Население
| 2002  | 2009  | 2010  | 2012  | 2013  | 2014  | 2015  |
| ----- | ----- | ----- | ----- | ----- | ----- | ----- |
| 1453  | ↘1433 | ↘1329 | ↘1293 | ↘1284 | ↗1288 | ↘1285 |
| 2016  | 2017  | 2018  |       |       |       |       |
| ↘1244 | ↘1219 | ↘1213 |       |       |       |       |

## Состав сельского поселения
| № | Населённый пункт | Тип населённого пункта          | Население |
| - | ---------------- | ------------------------------- | --------- |
| 1 | Малонакаряково   | деревня, административный центр | ↘454      |
| 2 | Староарзаматово  | деревня                         | ↘570      |
| 3 | Озерки           | деревня                         | ↘226      |
| 4 | Старонакаряково  | село                            | ↘50       |
| 5 | Крещенское       | деревня                         | ↘29       |

## Известные уроженцы
- Костарев, Антон Дмитриевич (18 сентября 1928 — 15 августа 1985) — механизатор, заведующий гаражом колхоза «Урал», Герой Социалистического Труда (1966)[16][17].